# 德意志贵族
德意志贵族是指中世紀至20世纪初德語地區的王室和貴族階層。他们在德语地区，相对于其他人享有一定的法律特權。在德語地區，凡是擁有貴族頭銜的人士，只要他們的貴族頭銜被神圣罗马帝国、德意志邦聯以及德意志帝國承認或授予，他們都可以算作德意志貴族。德意志帝国首相奥托·冯·俾斯麦執政期間，他甚至授予沒有贵族血统的工商界人士貴族頭銜，這些人也被算作德意志貴族。 魏瑪共和國成立後，不再承認此前的王室和贵族的特權地位。德意志联邦共和国成立後，延續此前貴族後代無特權的規定。不過貴族後代可以沿用祖先的头衔，大部分貴族後代會將祖先的頭銜放進自己的姓氏裡面，所以德國人的人名中有時可以看到貴族姓氏助詞冯。